# Чемпіонат Європи з футболу 2004 (склади команд)/Данія

## Складзбірної Даніїначемпіонаті Європи 2004
| №               | Гравець           | Клуб (у 2004)       | Дата народження   | Вік      | Ігор                        | Голів                       |                             |
| Воротарі        | Воротарі          | Воротарі            | Воротарі          | Воротарі | Воротарі                    | Воротарі                    | Воротарі                    |
| --------------- | ----------------- | ------------------- | ----------------- | -------- | --------------------------- | --------------------------- | --------------------------- |
| 1               | Томас Соренсен    | Астон Вілла         | 12 червня 1976    | 28       |                             |                             |                             |
| 16              | Петер Сков-Єнсен  | Мідтьюлланн         | 9 червня 1971     | 33       |                             |                             |                             |
| 22              | Стефан Андерсен   | Академіск           | 26 листопада 1981 | 22       |                             |                             |                             |
| Нападники       |                   |                     |                   |          |                             |                             |                             |
| 9               | Йон Даль Томассон | Мілан               | 29 серпня 1976    | 27       |                             |                             |                             |
| 11              | Еббе Санд         | Шальке 04           | 19 липня 1972     | 31       |                             |                             |                             |
| 19              | Денніс Роммедаль  | Ейндховен           | 22 липня 1978     | 25       |                             |                             |                             |
| 20              | Кеннет Перес      | АЗ Алкмар           | 29 серпня 1974    | 29       |                             |                             |                             |
| 21              | Петер Мадсен      | Бохум               | 26 квітня 1978    | 26       |                             |                             |                             |
| 23              | Петер Ловенкрандс | Глазго Рейнджерз    | 29 січня 1980     | 24       |                             |                             |                             |
| Півзахисники    |                   |                     |                   |          |                             |                             |                             |
| 7               | Томас Гравесен    | Евертон             | 11 березня 1976   | 28       |                             |                             |                             |
| 8               | Єспер Гронк'яер   | Челсі               | 12 серпня 1977    | 26       |                             |                             |                             |
| 10              | Мартін Йоргенсен  | Удінезе             | 6 жовтня 1975     | 28       |                             |                             |                             |
| 12              | Томас Каленберг   | Брондбю             | 20 березня 1983   | 21       |                             |                             |                             |
| 14              | Клаус Єнсен       | Чарлтон             | 29 квітня 1977    | 27       |                             |                             |                             |
| 15              | Даніель Єнсен     | Реал Мурсія         | 25 червня 1979    | 24       |                             |                             |                             |
| 17              | Крістіан Поульсен | Шальке 04           | 28 лютого 1980    | 24       |                             |                             |                             |
| Захисники       |                   |                     |                   |          |                             |                             |                             |
| 2               | Каспер Бегелунд   | Ейндховен           | 8 жовтня 1980     | 23       |                             |                             |                             |
| 3               | Рене Генріксен    | Панатінаікос        | 27 серпня 1969    | 34       |                             |                             |                             |
| 4               | Мартін Лаурсен    | Мілан               | 26 липня 1977     | 26       |                             |                             |                             |
| 5               | Ніклас Єнсен      | Боруссія (Дортмунд) | 17 серпня 1974    | 29       |                             |                             |                             |
| 6               | Томас Хельвег     | Мілан               | 24 червня 1971    | 32       |                             |                             |                             |
| 13              | Пер Крелдруп      | Удінезе             | 31 липня 1979     | 24       |                             |                             |                             |
| 18              | Браян Пріске      | Шальке 04           | 14 травня 1977    | 27       |                             |                             |                             |
| Головний тренер |                   |                     |                   |          |                             |                             |                             |
| Данія           | Мортен Ольсен     |                     | 14 серпня 1949    | 54       | Середній вік гравців: 27,43 | Середній вік гравців: 27,43 | Середній вік гравців: 27,43 |
|                 |                   |                     |                   |          |                             |                             |                             |

| Гравців національного чемпіонату: | Гравців національного чемпіонату: | 3    |
|                                   | Академіск, Брондбю, Мідтьюлланн   | по 1 |
| Легіонерів:                       | Легіонерів:                       | 20   |
|                                   | Італія, Німеччина                 | по 5 |
|                                   | Англія                            | 4    |
|                                   | Нідерланди                        | 3    |
|                                   | Греція, Іспанія, Шотландія        | по 1 |